# اسوتلانا بادولینا
اسوتلانا بادولینا (انگلیسی: Svetlana Badulina؛ زادهٔ ۲۶ اکتبر ۱۹۶۰) بازیکن والیبال اهل اتحاد جماهیر شوروی سوسیالیستی بود.
از باشگاه‌هایی که در آن بازی کرده‌است می‌توان به باشگاه والیبال زسکا مسکو اشاره کرد.